# 289 a.C.
Il 289 a.C. (CCLXXXIX a.C. in numeri romani) è un anno  del III secolo a.C.

## Eventi
- I romani prosciugano il Lago Velino
- I "triumviri nocturni", incaricati della polizia notturna e dell'allerta in caso di incendi, diventano i "triumviri capitales", incaricati anche delle prigioni e delle sentenze capitali.

## Morti
- Agatocle, sovrano siceliota
- Agatocle II, principe siceliota